# HMS Manchester (1937)
HMS Manchester (Его величества корабль «Манчестер») — британский лёгкий крейсер второй серии крейсеров типа «Таун». Заложен 28 марта 1936 года, спущен на воду 12 апреля 1937 года, введён в строй 4 августа 1938 года. Корабль имел короткую, но очень насыщенную боевую карьеру.
Крейсер участвовал во Второй мировой войне. В патрулях в Индийском океане, Норвежской операции, сражениях на Средиземном море, Арктических конвоях. В ходе боёв был серьёзно поврежден итальянскими торпедоносцами. В августе 1942 года потоплен итальянскими торпедными катерами во время проведения конвоя на Мальту (Операция «Пьедестал»). Девиз корабля звучал: «Sapere aude» — «Не бойтесь думать».
За время службы крейсер получил 4 звезды за боевые отличия (Норвегия 1940; Бой у мыса Спартивенто 1940; Арктические конвои 1942; Мальтийские конвои 1941—1942)

## История службы

### Предвоенный период
После ввода в строй, крейсер в сентябре 1938 года вошёл в состав 4-й крейсерской эскадры, базирующейся на ост-индскую станцию. В ноябре-декабре 1938 года вместе с эскадрой осуществил вояж по Индийскому океану.

## Вторая мировая война
Начало Второй мировой крейсер встретил в Индийском океане, совершив в сентябре несколько выходов по перехвату немецких судов и возможных торговых рейдеров. Позже осуществлял защиту британской торговли в треугольнике: Коломбо — Бомбей — Аден.
В октябре было принято решении о переводе крейсера в 18-ю крейсерскую эскадру в метрополии, куда крейсер и направился 14 октября через Средиземное море. 25 ноября крейсер прибыл в Портсмут и тут же встал на ремонт.

### В составе флота Метрополии
По окончании ремонта 21 декабря крейсер произвёл испытания и направился в Скапа-Флоу. 24 декабря он вошёл в состав базирующейся там 18-й эскадры.
В течение января 1940 года крейсера эскадры выходили в Атлантику, для перехвата немецких торговых судов на Северо-Западных подходах и направляющихся в Северное море.
В феврале крейсер вошёл в состав Северного патруля. 21 февраля во время поисков блокадопрорывателей вместе с эсминцем Kimberley перехватил немецкое грузовое судно Wahehe (операция WR). Судно было взято в качестве приза. В марте крейсер становится флагманом эскадры.

### Норвежская операция
В начале апреля крейсер вышел как часть конвоя ON-25 направляющегося в Норвегию для высадки британских войск в этой стране. Но одновременно с британской началась немецкая операция, целью которой была быстрая и полная оккупация Норвегии. 8 апреля Манчестер совместно с крейсером Southampton, эсминцами Janus, Javelin, Grenade и Eclipse отделился от эскорта для присоединения к Флоту метрополии.
9 апреля флот Метрополии подвергся атаке немецких бомбардировщиков. Это первое боевое столкновение флота в открытом море с вражеской авиацией проявило множество недостатков. в частности под бомбами погиб эсминец Gurkha.
После этого Манчестер вместе с крейсерами Glasgow, Sheffield и Southampton в сопровождении 7-и эсминцев был направлен для атаки немецких кораблей, по сообщениям, пришедших в Берген. После безуспешных поисков во внутренних путях норвежских фьордов, крейсера присоединились к флоту и вместе с ним отошли в Скапа-Флоу для заправки и пополнения боеприпасов.
12 апреля вместе с крейсерами Birmingham и Cairo под прикрытием эсминцев эскортирует военный конвой NP1 с десантными войсками для Нарвика (Операция Rupert/R4).
14 апреля вместе с крейсерами Birmingham и Cairo под прикрытием эсминцев Vanoc, Whirlwind и Highlander эскортирует войсковые транспорты Empress of Australia и Chobry в переходе до Намсуса. Позже пункт назначения изменён на Lillesjona из-за воздушной угрозы и нехватку разгрузочных средств в гавани Намсоса (Операция Maurice). 15 апреля войска пересадили на эсминцы для последующей высадки, а крейсера отправились в Розайт, куда прибыли 19 апреля.
21 апреля на крейсер в Розайте стали грузиться войска 15-й пехотной бригады. А 22 Манчестер вместе с крейсерами Birmingham и York и эсминцами Acheron, Arrow и Griffin отправился в Ондалснес (Норвегия). 25 апреля выгрузили в пункте назначения войска для усиления «Sickle Force».
26 апреля крейсер вышел в море для поддержки операций эсминцев у Тронхейма. 28 апреля отправился в Скапа-Флоу для пополнения припасов с целью продолжения операций у норвежского побережья.
1 мая вместе с крейсерами Birmingham и Calcutta, Манчестер предпринял эвакуацию войск из Andalsnes. Эвакуируемые войска перенаправлялись на крейсера с берега на эсминцах Diana, Delight, Inglefield, Somali и Mashona.
10 мая вышел из Скапа-Флоу вместе с крейсером Sheffield для прикрытия перехода повреждённого в бою с немецкими торпедными катерами эсминца Kelly в устье Тайна.

### Противодесантные операции
26 мая переведён в Хамбер вместе с крейсерами Sheffield и Birmingham для участия в противодесантных операциях. В июне, для этих же целей переведён в Розайт. а в июле встал на ремонт на Портсмутской верфи. После окончания ремонта, 31 августа вернулся в Хамбер в состав 18-й эскадры. В течение сентября предпринимал выходы в Северное море для эскортирования конвоев и противодесантных патрулирований.
4 октября перебазировался в Скапа-Флоу.
9 октября вместе с 5-й флотилией эсминцев прикрывал линкор Revenge, когда тот предпринимал обстрел Шербура.

### Командировка на Средиземное море
В ноябре крейсер был выбран в качестве подкрепления для Средиземноморского флота и 15 ноября направился в сопровождении эсминцев Jaguar и Kelvin на этот театр с заходом в Гибралтар.

#### Операция Collar
В Гибралтаре Манчестер, совместно с крейсером Southampton образовав Соединение «F» погрузили 23 ноября на борт 1370 человек персонала RAF и составили ближнее прикрытия конвоя из 3-х судов на Мальту и в залив Суда. Так начиналась операция Collar.
В ходе операции крейсер принял участие в бою у мыса Спартивенто и после, успешно доставил свой груз на Мальту.
8 декабря крейсер вместе с эсминцами Kashmir, Kelvin, Jersey и Jupiter вышел из Гибралтара и направился в Плимут, куда прибыл 11 декабря, после чего предпринял переход до Скапа-Флоу, прибыв туда 13 декабря.

### Возвращение в северные воды
С января по март крейсер ремонтировался в Тайне. Во время ремонта на крейсере был установлен поисковой воздушный радар Тип 279.
18 апреля после завершения ремонта крейсер соединился с флотом снова войдя в состав Северного патруля вместе с крейсерами Birmingham и Arethusa.
6 мая крейсер прикрывал корабли минного дивизиона, выполняющего постановку мин на Северном барраже (Операция SN9A).
7 мая во время патрулирования, совместно с крейсерами Edinburgh и Birmingham и 4 эсминцами, захватил немецкое метеорологическое судно Munchen. Немецкий капитан успел уничтожить шифровальную машину Энигма, однако британским морякам с эсминца Somali удалось захватить роторы от неё и шифровальные книги. На эсминце Nestor они были отправлены в Великобританию.

#### В поисках Бисмарка
22 мая крейсер патрулировал на линии между Исландией и Фарерскими островами совместно с крейсерами Arethusa и Birmingham в поисках немецкого линкора Bismarck, прорывающегося на просторы Атлантики. 24 мая, после потопления линейного крейсера Hood, патрулировал северо-восточнее Исландии на случай возвращения Bismarck Датским проливом.
3 июня крейсер вернулся в Скапа-Флоу.

### Возвращение на Средиземное море
2 июля крейсер решено было привлечь для сопровождения очередного конвоя на Мальту и 11 июля он вышел в Гибралтар совместно с линкором Nelson, крейсерами Edinburg и Arethusa, прикрываемые эсминцами Home Fleet’а.

#### Торпедное попадание
21 июля крейсер вместе с крейсерами Edinburgh, Arethusa и минзагом Manxman образовали Соединение «X» которое составило эскорт конвоя на Мальту под прикрытием Соединения «H»: линейный крейсер Renown, линкор Nelson, авианосец Ark Royal крейсер Hermione и эсминцы (Операция Substance).
23 июля соединения подверглись воздушной атаке и Манчестер получил торпедное попадание с правого борта в районе котельного отделения. Крейсер был вынужден отправиться на ремонт в Гибралтар на одном валу, под прикрытием эсминцев Avon Vale, Vidette, Vimy и Wishart.
26 июля встал на ремонт на верфи Гибралтара и в течение всего августа готовился к переходу в США.

#### Ремонт в США
17 сентября крейсер вместе с эсминцем Firedrake направился в США. До 25 градуса западной долготы их сопровождал эсминец Heythrop. 23 сентября он прибыл и встал на ремонт на Филадельфийской военно-морской верфи. Ремонт продолжался по март 1942 года. В ходе него были выполнены подготовительные работы по установке дополнительного радиолокационного оборудования.
3 марта крейсер по завершении испытаний отправился для проведения боевой подготовки на Бермуды, после чего ушёл в метрополию, в Портсмут. В Портсмуте в течение апреля на крейсер было установлено радиолокационное оборудование. Были поставлены радар управления огнём главного калибра и тяжёлой зенитной артиллерии Тип 284 и Тип 285, а также новейший надводный поисковый 10-и сантиметровый радар тип 273.

### И снова Хоум флит
2 мая крейсер снова присоединился к флоту в Скапа-Флоу.
1 июня крейсер прикрывал 1-ю минно-заградительную эскадру в постановке мин на Северном Барраже (Операция SN72).
25 июня крейсер совместно с эсминцем Eclipse доставил припасы и персонал для усиления гарнизона Шпицбергена (Операция Gearbox).
3 июля крейсер вместе с британским (Duke of York), и американским (Washington) линкорами, авианосцем Victorious, крейсерами Cumberland и Nigeria осуществлял дальнее прикрытие знаменитого конвоя PQ-17. После разгрома конвоя крейсер вместе с флотом вернулся в Скапа-Флоу.

### Средиземное море. Круг третий
3 августа Манчестер вместе с крейсерами Nigeria и Kenya составили эскорт очередного конвоя на Мальту (операция Pedestal). Вместе с ними шли и другие корабли флота Метрополии: линкоры Nelson и Rodney, авианосцы Victorious и Furious в прикрытии эсминцев. 10 августа крейсер вошёл в состав Соединения «X» вместе с крейсерами Nigeria, Kenya и Cairo и эсминцами Хоум Флита. Соединение выполняло прикрытие мальтийского конвоя и на переходе было атаковано авиацией и подлодками противника.
12 августа ночью в районе острова Пантеллерии конвой был атакован немецкими и итальянскими торпедными катерами. «Манчестер» получил два торпедных попадания с итальянских MAS16 и MAS22. Торпеды попали в среднюю часть корабля с правого борта вызвав затопление машинных отделений. В результате могли быть использованы только внешние гребные валы. Крейсер потерял 12 человек убитыми. К утру 13 августа в связи с близким нахождением крейсера к вражескому берегу пропала надежда спасти крейсер и привести его в Гибралтар. Эсминцы Pathfinder и Eskimo сняли 312 членов команды крейсера. Подложенные взрывные заряды не смогли затопить крейсер, поэтому эсминец Pathfinder добил его торпедой. Крейсер затонул в районе тунисского мыса Кап-Бон у города Келибия в точке 36°50′ с. ш. 11°10′ в. д..
Оставшиеся члены экипажа смогли добраться до берега Туниса, где они были интернированы Вишистским властями и содержались в плохих условиях до самого прихода союзников в Северную Африку.

## Последствия
Капитан крейсера Harold Drew был предан Адмиралтейством военно-полевому суду в связи с обвинением, что корабль находился на плаву и был способен достичь нейтрального порта в Северной Африке. Дрю был признан виновным, ему был объявлен выговор и увольнение со службы. Однако решение было и остаётся спорным. Корабль был очень сильно повреждён и как справедливо опасался капитан, в том числе по показаниям РЛС, он мог попасть в руки противника.